# Gustav Berauer
Gustav "Gustl" Berauer, né le 5 novembre 1912 à Petzer (aujourd'hui Pec pod Sněžkou) et décédé le 18 mai 1986 à Schliersee, est un ancien spécialiste tchécoslovaque du combiné nordique.
Il a concouru sous les couleurs de l'Allemagne Nazie après l'invasion de la Tchécoslovaquie en 1938.
La Coupe Berauer, compétition de jeunes skieurs disputée annuellement entre 1963 et 1985, et préfigurant les Jeux nordiques de l'OPA, portait son nom.

## Résultats

### Championnats du monde de ski nordique
- Championnats du monde de ski nordique 1939 à Zakopane 
  -  Médaille d'or.